# بولين فيرون-برفوت
بولين فيرون-برفوت (بالفرنسية: Pauline Ferrand-Prévot)‏ مواليد 10 فبراير 1992 في رانس، هي درّاجة فرنسية. شاركت في دورة الألعاب الأولمبية الصيفية.

## سجل النتائج

### سباقات أو مراحل فازت بها
- بطولة العالم لسباق الدراجات على الطريق

## الميداليات
| الميدالية | المسابقة                                    |
| --------- | ------------------------------------------- |
| ذهبية     | بطولة العالم لسباق الدراجات على الطريق 2014 |

## روابط خارجية
- بولين فيرون-برفوت على موقع الاتحاد الدولي للدراجات (الإنجليزية)
- بولين فيرون-برفوت على موقع أرشيف الدراجات (الإنجليزية)
- بولين فيرون-برفوت على موقع إحصائيات الدراجات الإحترافية (الإنجليزية)
- بولين فيرون-برفوت على موقع نسبة الدراجات (الإنجليزية)
- بولين فيرون-برفوت على موقع CycleBase (الإنجليزية)
- بولين فيرون-برفوت على موقع MTB Data (الإنجليزية)
- بولين فيرون-برفوت على موقع eWRC-results.com (الإنجليزية)
- بولين فيرون-برفوت على موقع اللجنة الأولمبية الدولية (الإنجليزية)
- بولين فيرون-برفوت على موقع أوليمبيديا (الإنجليزية)
- بولين فيرون-برفوت على موقع اللجنة الأولمبية الفرنسية (مؤرشف) (الفرنسية)